# Associació Espanyola de Documentació Musical
L'Associació Espanyola de Documentació Musical, en castellà Asociación Española de Documentación Musical (AEDOM) és una associació i organització sense ànim de lucre, fundada el 1993, que agrupa als professionals d'arxius, biblioteques i centres de documentació musicals d'Espanya.
L'AEDOM és la branca espanyola de l'Associació Internacional de Biblioteques Musicals, Arxius i Centres de Documentació ("International Association of Music Libraries, Archives and Documentation Centres") (IAML), membre de Consell Estatal de les Arts Escèniques i la Música i també del Clúster FESABID. Entre altres activitats, edita el Boletín de la Asociación Española de Documentación Musical, disponible en accés obert pel sistema Open Journal System, que a partir del 2007 passarà a denominar-se Boletín DM.
L'AEDOM va sorgir amb l'objectiu de reivindicar que el patrimoni musical espanyol no estava únicament en mans de musicòlegs i intèrprets, sinó també dels bibliotecaris, arxivers i documentalistes que custodien aquest patrimoni, i són intermediaris entre els centres d'informació i la musicologia, la música pràctica i l'educació musical. Entre els seus socis es troben les principals biblioteques patrimonials i especialitzades, tant de conservatoris com d'universitats i altres institucions docents, així com centres de documentació, orquestres i arxius públics i privats, a més de nombrosos professionals d'aquest àmbit a títol individual.